# مزود خدمة الدفع
يقدم مزود خدمة الدفع (بالإنجليزية Payment service provider اختصاراً PSP) خدمات للمحلات التجارية عبر الإنترنت لقبول المدفوعات الإلكترونية، من خلال مجموعة متنوعة من طرق الدفع بما في ذلك بطاقة الائتمان والمدفوعات المعتمدة على البنوك مثل الخصم المباشر والحوالات المصرفية والتحويل المصرفي في الوقت الفعلي استنادًا إلى الخدمات المصرفية عبر الإنترنت. عادةً ما يستخدمون البرمجيات كنموذج خدمة ويشكلون بوابة دفع واحدة لعملائهم ( التجار ) إلى طرق دفع متعددة.

## طريقة التشغيل
عادة، يمكن لـ مزودي خدمة الدفع الاتصال بشبكات متعددة للبنوك وشبكات الدفع . في كثير من الحالات، سيقوم مزودي خدمة الدفع بإدارة هذه الاتصالات التقنية بشكل كامل، والعلاقات مع الشبكة الخارجية، والحسابات المصرفية، وبالتالي تهتم بالمعالجة الفنية لطرق الدفع للمتاجر عبر الإنترنت. هذا يجعل التاجر أقل اعتمادًا على المؤسسات المالية ولا تكون من مهامه إنشاء هذه الروابط بشكل مباشر، خاصةً عند العمل على المستوى الدولي. ومن خلال التفاوض على الصفقات بالجملة، يمكنهم في كثير من الأحيان تقديم رسوم أرخص.
علاوة على ذلك، يمكن لـ مزود خدمة الدفع كامل الخدمات تقديم خدمات إدارة المخاطر للمدفوعات القائمة على البطاقات والبنوك ومطابقة مدفوعات المعاملات وإعداد التقارير وتحويل الأموال والحماية الاحتيال بالإضافة إلى وظائف وخدمات متعددة العملات. توفر بعض أجهزة مزودي خدمة الدفع خدمات لمعالجة طرق الجيل التالي من ( أنظمة الدفع ) بما في ذلك المدفوعات النقدية والمحافظ والبطاقات أو القسائم المدفوعة مسبقًا، وحتى معالجة الورق أوخدمات الشيك الرقمي .
وبالتالي فإن مصطلح مزود خدمة الدفع هو أوسع بكثير من بوابة الدفع، وهو ما تشير إليهم صناعة بطاقات الدفع به .
يتم عادةً فرض رسوم مزود خدمة الدفع بإحدى طريقتين:
1- كنسبة مئوية من كل معاملة.
2- تكلفة ثابتة لكل معاملة.
تتم مراقبة مقدمي خدمات الدفع عبر الإنترنت في الولايات المتحدة بواسطة شبكة تنفيذ الجرائم المالية (أو FinCEN ) ، وهي مكتب لوزارة الخزانة بالولايات المتحدة تقوم بجمع وتحليل المعلومات حول المعاملات المالية من أجل مكافحة غسل الأموال وممولي الإرهاب، وغيرها من الجرائم المالية .
هناك أكثر من 900 من مزودي خدمات المدفوعات في العالم. أكثر من 300 منهم يقدمون الخدمات لأوروبا وأمريكا الشمالية.

## الأمان
يظل كل تاجر مسؤولاً عن تصرفاته، وعليه، يجب عليه التأكد من التزام المزود المحدد بالمبادئ التوجيهية، على سبيل المثال فيما يتعلق بحماية البيانات. من المهم الالتزام بإرشادات PCI DSS . هناك أربعة مستويات من توافق PCI ، يجب احترامها بواسطة مزود خدمة الدفع. اعتمادًا على حجم المعاملات بالإضافة إلى تفاصيل أخرى حول مستوى المخاطر التي تم تقييمها بواسطة العلامات التجارية للمدفوعات، يتعين على مزود خدمة الدفع اتباع معايير أعلى.
المستويات هي :
- المستوى 1 - أكثر من 6 ملايين معاملة سنويا
- المستوى 2 - ما بين 1 و 6 ملايين معاملة سنويًا
- المستوى 3 - ما بين 20,000 و مليون معاملة سنويا
- المستوى 4 - أقل من 20,000 المعاملات سنويا